# Camptoptera lapponica
Camptoptera lapponica is een vliesvleugelig insect uit de familie Mymaridae. De wetenschappelijke naam is voor het eerst geldig gepubliceerd in 1954 door Hedqvist.